# Кеннеди, Марни
Марни Кеннеди (англ. Marny Kennedy; род. 21 января 1994, Мельбурн, Австралия) — австралийская актриса.
Наиболее известна ролями Тэйлор Фрай в сериале «Непокорная» и роли Вероники диАнжело в третьем сезоне «The Saddle Club». Также она сыграла Элли Хенсон — одного из главных героев молодёжного сериала «gURLs wURLd».

## Фильмография
| Год       |   | Русское название | Оригинальное название | Роль               |
| --------- | - | ---------------- | --------------------- | ------------------ |
| 2006—2007 | с | Непокорная       | Mortified             | Тэйлор Фрай        |
| 2009      | ф | Чернила          | Ink                   | молодая Мэй        |
| 2008—2009 | с | The Saddle Club  | The Saddle Club       | Вероника диАнджело |
| 2009      | с | На грани         | Rush                  | Аманда             |
| 2010      | с | GURLs wURLd      | GURLs wURLd           | Элли Хенсон        |
| 2017      | с | Вершина озера    | Top of the Lake       | Немецкая девушка   |
| 2018      | с | Уэнтуорт         | Wentworth             | Тайла Баллок       |

## Награды
- 2006 — Young Actor's Award от Australian Film Institute (англ.) — лучшая молодая актриса за роль в сериале «Непокорная».